# Dominga Ortiz Orzúa

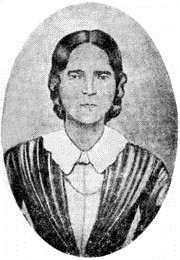
Dominga Ortiz de Páez

Dominga Ortiz Orzúa (* 1. November 1792 in Canaguá; † 31. Dezember 1875 in Caracas) war die Ehefrau des venezolanischen Generals José Antonio Páez (1790–1873). Während dessen drei Amtszeiten als Staatspräsident war sie von 1830 bis 1835, von 1839 bis 1843 und von 1861 bis 1863 die Primera dama ihres Landes.
Aus der Ehe mit Páez gingen zwei Kinder hervor: Manuel A. Páez und María del Rosario Páez de Llamosas.